# 4506 Hendrie
4506 Hendrie је астероид главног астероидног појаса чија средња удаљеност од Сунца износи 2,883 астрономских јединица (АЈ).
Апсолутна магнитуда астероида је 12,3.